# 大谷泰照
大谷 泰照（おおたに やすてる、1933年 - ）は、日本の英語教育学者、大阪大学名誉教授。

## 人物・来歴
京都府生まれ。1956年大阪市立大学文学部卒業。桃山学院大学助教授、関西大学教授、大阪大学言語文化部教授、1995年退官、名誉教授、滋賀県立大学教授、名古屋外国語大学教授を歴任。

## 著書
- 『日本人にとって英語とは何か 異文化理解のあり方を問う』大修館書店 2007
- 『時評日本の異言語教育 歴史の教訓に学ぶ』英宝社 2012
- 『異言語教育展望 昭和から平成へ』くろしお出版 2013
- 『日本の異言語教育の論点 「ハッピー・スレイヴ症候群」からの覚醒』東信堂 2020

### 共編著
- 『大学生のリスニング総演習』Barbara H.Foley共著 ニューベリー・ハウス 1996
- 『大学生のリスニング総練習』Barbara H. Foley共著 朝日出版社 1996
- 『世界の外国語教育政策 日本の外国語教育の再構築にむけて』相川真佐夫,東真須美,沖原勝昭, 林桂子共編著 東信堂 2004
- 『EUの言語教育政策 日本の外国語教育への示唆』編集代表,杉谷眞佐子,脇田博文, 橋内武,林桂子,三好康子編 くろしお出版 2010
- 『国際的にみた外国語教員の養成』編集代表 ; 杉谷眞佐子, 橋内武,林桂子編集 東信堂 2015

### 記念論文集
- 『言語と文化の対話』斎藤俊雄,大谷泰照両教授退任記念『言語と文化の対話』刊行会 1997

## 論文
- ＜大谷泰照